# Stegoceras
Stegoceras ("rogati krov" - starogrčki stego-/στεγο- - "krov" i ceras/κέρας - "rog") bio je rod pahicefalosaurida biljoždera koji su nastanjivali današnju Sjevernu Ameriku tijekom razdoblja kasne krede.

## Opis
Stegoceras je bio dug do 2 m i težio je između 54 i 58 kg. Imao je relativno velik mozak smješten ispod kupole debele 3 cm, čije su kosti podijeljene na dva dijela. Kupola je imala prilično glatku površinu, ali je imala mnogo rupica koje su se nedovezivale na kanaliće u kosti. Stegoceras je imao okugle očne duplje koje su bile okrenute prema naprijed, što bi moglo značiti da je imao binokularan vid. Zubi su bili maleni i zakrivljeni, s nazubljenjima na rubu. Vrat je držao u obliku slova "S" ili "U". Kada je prvi put otkriven jedan nepotpun primjerak Stegocerasa, isprva se smatralo da je imao trbušna rebra, koja obično nisu prisutna kod ostalih pripadnika Ornithischia. Poslije je otkriveno da su u pitanju bile okoštale tetive. Noge su bile tri puta duže od ruku, ako ne i više.

## Otkriće i klasifikacija
Lawrence Lambe je 1902. godine dao naziv rodu Stegoceras, a tipična vrsta je Stegoceras validum. Svi primjerci S. validum (njih oko 40) otkriveni su u grupi Belly River u Alberti (Kanada), s većinom primjeraka iz formacije Dinosaur park, dok su ostali primjerci otkriveni u formaciji Oldman. Ovaj rod služio je kao model za ostale pahicefalosauride zbog potpunosti pronađenih ostataka. Od 1920-ih do 50-ih smatralo se da je u srodstvu sa (ili čak sinonim za) rod Troodon na osnovu sličnog izgleda zuba. Međutim, taj prijedlog je povučen nakon što su pronađeni potpuniji ostaci. Mnoge vrste pahicefalosaura isprva su opisane kao vrste roda Stegoceras. S. lambei, S. sternbergi i S. breve, na primjer, priključene su novim rodovima Colepiocephale, Hanssuesia i nomen nudumu Foraminacephale (ili Prenocephale/Sphaerotholus u prijašnjim istraživanjima).
Nedavno je dat naziv za novu vrstu roda Stegoceras iz uvale San Juan (Novi Meksiko). Sullivan i Lucas su 2006. priključili njegove primjerke vrsti S. validum. Naziv Stegoceras novomexicanum prvi su smislili Steven E. Jasinski i Robert M. Sullivan 2011. godine na osnovu dvije nepotpune lubanje pahicefalosaurida iz gornje formacije Fruitland i donje formacije Kirtland. Ta vrsta poznata je iz holotipnog primjerka NMMNH P-33898, gotovo potpune frontoparietalne kosti koja je otkrivena u Fossil Forest Memberu gornje formacije Fruitland, kao i iz paratipnog primjerka SMP VP-2555, nepotpune lijeve frontalne kosti i anteriornih dijelova lijeve i desne frontalne kosti (također iz Fossil Forest Membera) i SMP VP-2790, nepotpune parietalne kosti iz Hunter Wash Membera donje formacije Kirtland. Nove filogenetske analize koje su 2011. proveli Mahito Watabe, Khishigjaw Tsogtbaatar i Robert M. Sullivan nisu uspjele dokazati monofiliju roda Stegoceras.

## Paleobiologija
Stegoceras validum je vjerojatno imao veliku geografsku rasprostranjenost, s obzirom na to da su njegovi fosili pronađeni u Alberti i Novom Meksiku.

### Dimorfizam
Jedan primjerak, AMNH 5450 (malo zadebljala frontoparietalna kost) bio je prvi sjevernoamerički primjerak pahicefalosaurida s ravnom glavom. Bio je jedini takav primjerak do otkrića Dracorexa u Južnoj Dakoti. Brown i Schlaikjer (1943.) i Galton (1971.) predložili su da su postojale razlike među spolovima u vidu veličine kupole; hipotezirali su da je AMNH 5450 predstavljao ženku vrste S. validum. Wall i Galton (1979.) prebacili su AMNH 5450 u novu vrstu, S. browni, a kasnije su Galton i Sues (1983.) uspostavili novi rod za S. browni - Ornatotholus. AMNH 5450 pronađen je u Formaciji Dinosaur Park u južnoj Alberti. Goodwin et al. (1998.) su smatrali da bi O. browni mogao predstavljati mladunca roda Stegoceras, a Williamson i Carr (2002.) primijetili su da Ornatotholus ima mnogo zajedničkih osobina s rodom Stegoceras i pretpostavili su da je u pitanju mladunac, čineći taj rod nomen dubium. U lipnju 2011. objavljen je članak u časopisu PLoS ONE u vezi s ponovnim analiziranjem ontogenije kupole nekoliko primjeraka Stegocerasa, što su proveli Ryan Schott i ostali. Njihovi rezultati pokazuju da je Ornatotholus mladunac roda Stegoceras. Danas se Ornatotholus browni (holotipni primjerak AMNH 5450) smatra mladuncem vrste Stegoceras validum (Sullivan 2003., Sullivan i Lucas 2006., Longrich et al. 2010., Jasinski i Sullivan 2011 i Schott et al. 2011).

### Agonističko ponašanje
Isprva je predloženo da su se mužjaci Stegocerasa (i drugih vrsta pahicefalosaurida) borili udaranjem glavama, slično kao i današnja mošusna goveda. Međutim, ta teorija se osporava. Paleontolozi poput Carpetnera (1997.) tvrdili su da bi oblik kupole Stegocerasa, sa svojom vrlo malenom dodirnom površinom, izazvao odbijanje prilikom udarca u drugu glavu. To se ne bi desilo samo u slučaju da je udar savršeno centriran. Još jedan problem u vezi s tom hipotezom je što Stegoceras i ostali pahicefalosauridi nisu mogli postaviti glavu, vrat i tijelo u vodoravnu liniju (potrebnu za prijenos pritiska) - mnogo je vjerojatnije da su vrat držali u obliku slova "S" ili "U", s tim što se smatra da kod Stegocerasa to nije bilo toliko ekstremno izraženo zbog njegovih vratnih mišića. Carpenter predlaže udaranje u tijelo kao alternativu i smatra da je debljina kupole služila za pojačanje udara glavom u tijelo protivnika. Moguće je da su Stegoceras i sločni pahicefalosauri zadavali takve udarce pokretom vrata u stranu i okretanjem glave. Dorsolateralno područje kupole imalo je najveću površinu i možda bi ono služilo za udaranje. Tako udarac ne bi izazvao ozbiljne povrede po protivnika. Koštani rubovi iznad očiju vjerojatno je štitio napadačeve oči prilikom napada. Također, i relativna širina tijela Stegoceras služila bi za zaštitu vitalnih organa prilikom borbe. Snively i Theodor (2011.) su proveli CT skeniranja lubanja vrsta Stegoceras validum, Prenocephale prenes i nekoliko artiodaktila koji su se borili uz pomoć glave. Otkrili su da je lubanja Stegoceras bila dobro prilagođena za već spomenuti način borbe. Izgleda da je Stegoceras imao dodatni sloj čvrstih kostiju na sredini kupole, koje bi štitile mozak.